# Carlo Bersani
Carlo Bersani (Reggio Emilia, 3 giugno 1899 – Nave, 9 dicembre 1977) è stato un calciatore italiano, di ruolo mediano.

## Carriera
Era conosciuto come Carletto. Ha giocato nel Foot Ball Club Brescia come mediano, in sette campionati consecutivi nella massima divisione di allora, tra il 1920 ed il 1927. Il suo esordio lo ha fatto il 24 ottobre 1920 in Brescia-Racing Libertas Milano (1-1).
Con la maglia biancazzurra ha disputato 116 partite di campionato e realizzato 3 reti, altre 5 gare di Coppa CONI e una di Coppa Italia.

## Statistiche

### Presenze e reti nel club
| Stagione        | Squadra         | Campionato      | Campionato | Campionato | Totale   | Totale |
| Stagione        | Squadra         | Comp            | Presenze   | Reti       | Presenze | Reti   |
| --------------- | --------------- | --------------- | ---------- | ---------- | -------- | ------ |
| 1920-1921       | Brescia         | PC              | 6          | 0          | 6        | 0      |
| 1921-1922       | Brescia         | PD              | 18         | 0          | 18       | 0      |
| 1922-1923       | Brescia         | PD              | 24         | 0          | 24       | 0      |
| 1923-1924       | Brescia         | PD              | 14         | 2          | 14       | 2      |
| 1924-1925       | Brescia         | PD              | 21         | 1          | 21       | 1      |
| 1925-1926       | Brescia         | PD              | 20         | 0          | 20       | 0      |
| 1926-1927       | Brescia         | DN              | 13         | 0          | 13       | 0      |
| Totale Casale   | Totale Casale   | Totale Casale   | 116        | 3          | 116      | 3      |
| Totale carriera | Totale carriera | Totale carriera | 116        | 3          | 116      | 3      |